# Château de l'Oisellerie
Het Château de l'Oisellerie is een kasteel in de Franse gemeente La Couronne.
Arnauld Calluau, een notabele uit Angoulême, liet het kasteel bouwen rond 1500 op gronden die voordien behoorden aan de augustijner Notre-Dameabdij in La Couronne. Dit kasteel bestond uit een van de vleugels van het huidige kasteel en had aan beide zijden kleine torens. François Calluau, de kleinzoon van Arnauld, liet in het midden van de 16e eeuw de noordelijke vleugel en de grote cilindervormige toren bouwen. Het kasteel bleef in de familie tot 1678, toen het uit geldnood werd verkocht. In 1900 kwam er een landbouwschool in het kasteel.